# Gauliga Berlin-Brandenburg 1941/42
De Gauliga Berlin-Brandenburg 1941/42 was het negende voetbalkampioenschap van de Gauliga Berlin-Brandenburg. SpVgg Blau-Weiß Berlin werd kampioen en plaatste zich voor de eindronde om de Duitse landstitel. De eindronde werd geherstructureerd en nu in knock-outfase beslecht. Blau-Weiß versloeg LSV Pütnitz, SV Dessau 05 en VfB Königsberg en werd dan in de halve finale verslagen door First Vienna FC. Er werd nog een wedstrijd voor de derde plaats gespeeld die de club met 4:0 won van Kickers Offenbach. 
SG OrPo Berlin is het vroegere Polizei SV.

## Eindstand
| Plaats | Club                        | Wed. | W  | G | V  | Saldo | Ptn.  |
| ------ | --------------------------- | ---- | -- | - | -- | ----- | ----- |
| 1.     | SpVgg Blau-Weiß Berlin      | 18   | 13 | 2 | 3  | 47:23 | 28:8  |
| 2.     | Tennis Borussia Berlin      | 18   | 12 | 2 | 4  | 45:28 | 26:10 |
| 3.     | Hertha BSC                  | 18   | 10 | 3 | 5  | 36:24 | 23:17 |
| 4.     | SC Wacker 04 Tegel          | 18   | 8  | 3 | 7  | 47:38 | 19:17 |
| 5.     | SG Ordnungspolizei Berlin   | 18   | 8  | 1 | 9  | 39:42 | 17:19 |
| 6.     | SV Sturm Grube Marga        | 18   | 7  | 3 | 8  | 26:35 | 17:19 |
| 7.     | Berliner SC Minerva 93      | 18   | 5  | 4 | 9  | 32:41 | 14:22 |
| 8.     | Lufthansa SG Berlin         | 18   | 4  | 6 | 8  | 27:40 | 14:22 |
| 9.     | Brandenburger SC 05         | 18   | 5  | 3 | 10 | 41:48 | 13:23 |
| 10.    | SC Union 06 Oberschöneweide | 18   | 2  | 5 | 11 | 31:52 | 9:27  |

|  | Kampioen   |
|  | Degradatie |

## Promotie-eindronde
| Plaats | Club                   | Wed. | W | G | V | Saldo | Ptn.  |
| ------ | ---------------------- | ---- | - | - | - | ----- | ----- |
| 1.     | Berliner SV 92         | 8    | 6 | 2 | 0 | 33:10 | 14:02 |
| 2.     | Neuköllner SC Tasmania | 8    | 5 | 0 | 3 | 26:18 | 10:06 |
| 3.     | Spandauer SV           | 7    | 2 | 1 | 4 | 15:17 | 5:09  |
| 4.     | Berliner Sport-Club    | 7    | 2 | 1 | 4 | 20:27 | 5:09  |
| 5.     | BV 06 Luckenwalde      | 6    | 1 | 0 | 5 | 4:26  | 2:10  |

|  | Promotie naar Gauliga Berlin-Brandenburg 1942/43 |